# إيقاع التم تم

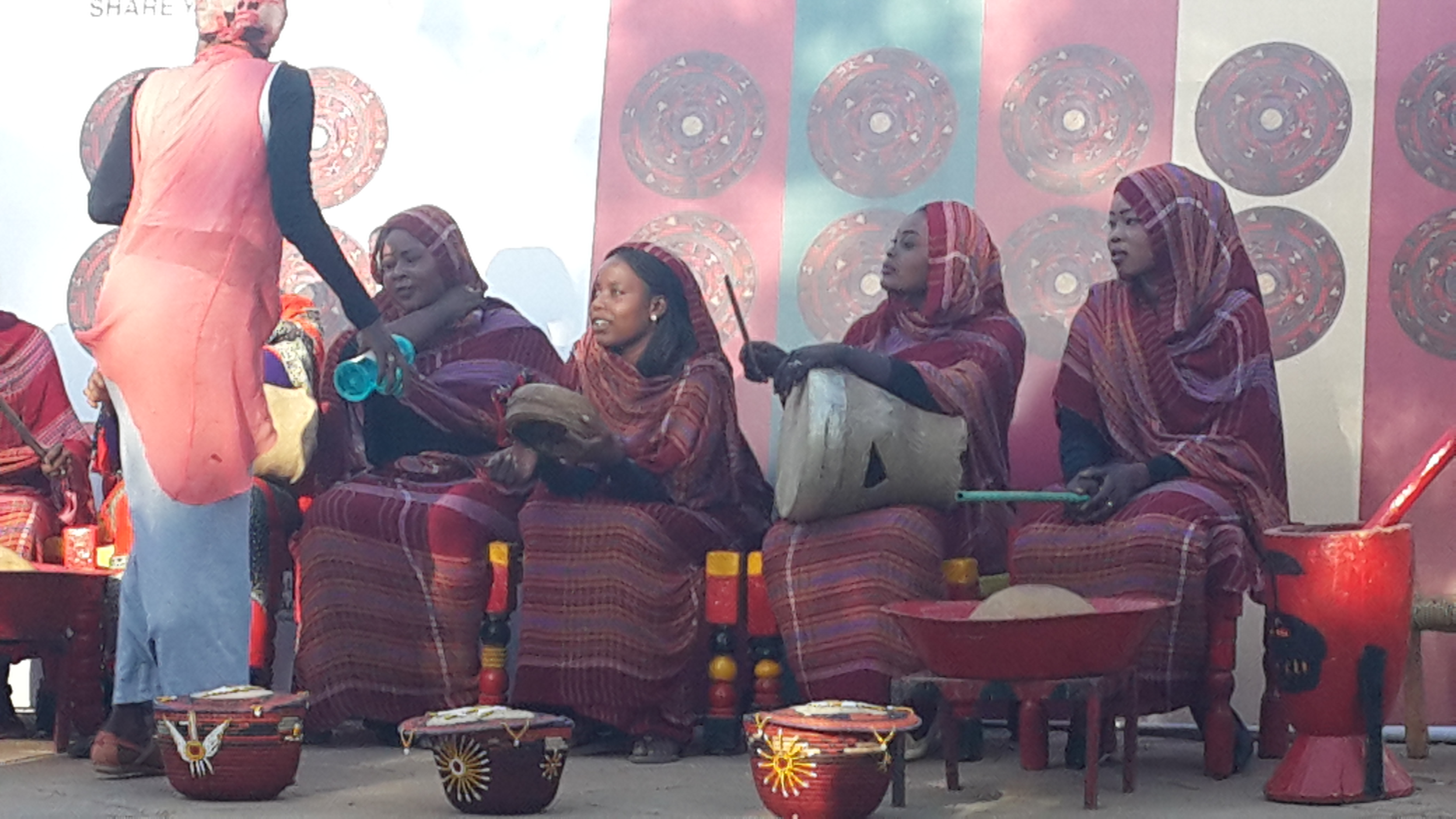
فريق أغاني بنات/ السودان

إيقاع التُم التُم هو أحد الإيقاعات المستخدمة في الموسيقى السودانية خاصة ما يسمى أغاني بنات السودان أو أغاني البنات، يتسم بالسرعة.

## النشأة
اختلفت الروايات حول أصل إيقاع التُم تُم، تقول إحدى الروايات أنه تم تحريف اسم هذا الإيقاع من قبل الأوربيين، وأنه يعود في الأصل إلى طبول (التام التام) التي كان يستخدمها سكان منطقة بحر الغزال عندما يريدون الحديث، حيث يدقون هذه الطبول ويرقصون على إيقاعها ثم يتحدثون.
أرجع الكاتب معاوية حسن يس إيقاع التُم تُم في بحثه عن غناء البنات إلى الجنود البريطانيين الذين دخلوا إلى السودان خلال فترة الاحتلال البريطاني، واشار إلى ان الإيقاع استخدم في ثلاثينيات القرن الماضي في أغاني البنات، من جانبه ارجع الباحث والصحفي دكتورعمر بادي هذا الإيقاع إلى مدينة كوستي، حي الرديف تحديدا في ثلاثينيات القرن الماضي، وأشار إلى أن المغنية فاطمة خميس تلقفته بعد ذلك. اما الكاتب والشاعر يحي فضل الله أشار إلى روايتين حول إيقاع التُم تُم أولاهما تعيده إلى الحكامات، اللاتي أخذنه عن مساعدية اللواري-التومات ام جباير وام بشاير- ، وهما من كوستي وجعليتنان في الاصل، والرواية الآخرى ان التُم تُم دخل عبر غرب السودان من المغرب العربي.

## طريقة عزف التم تم
يعزف ايقاع التم تم على النحو التالي: دم - تك -دم ثم ضربتان على المامبو.

### مغنون استخدموا إيقاع التُم تُم
- التومات ام جباير وام بشاير
- رابحة تم تم
- فضل المولى زنقار، تتلمذ على يد (رابحة تم تم) وسمحت له بغناء أغانيها وتسجيلها، والذي قام بتطويرها، ليتحول إيقاع التُم تُم من إيقاع يستخدم في أغاني البنات فقط إلى إيقاع طبع عدد من أغاني الحقيبة.
- فاطمة خميس
- محمد أحمد عوض
- سيد خليفة

#### شعراء كتبوا أغانٍ على وزن إيقاع التُم تُم
- سيد عبد العزيز
- عبد القادر تلودى
- أحمد إبراهيم فلاح
- عبيد عبد الرحمن
- عبد الرحمن الريح
- الجاغريو

يذكر أن عدداً من الشعراء نظموا أغانٍ على أيقاع التُم تُم خصيصا لفضل المولى زنقار الذي اشاع أستخدام إيقاع التُم تُم في عموم الغناء السوداني بعد ان كان حصرا على أغاني البنات.

##### أشهر أغاني إيقاع التُم تُم
- سميري المرسوم في ضميري للفنان فضل المولى زنقار
- حبيبي غاب في موضع الجمال بلاقيه للفنان فضل المولى زنقار
- عشرة بلدي للفنان محمد أحمد عوض
- المامبو السوداني للفنان سيد خليفة[3]

## للاستزادة
- «موسيقى بدون تأشيرة تحت شمس إفريقيا». www.raya.com. اطلع عليه بتاريخ 27 نوفمبر 2019.
- «شخصيات عطرّت تأريخنا زنقار.. ملك التمتم | آخر لحظة | آخر لحظة». اطلع عليه بتاريخ 27 نوفمبر 2019.
- «الموسيقى السودانية.. التمتم والجراري والمردوم من أشهر الإيقاعات السودانية». www.arabmusicmagazine.com. اطلع عليه بتاريخ 27 نوفمبر 2019